# Biton arenicola
Espèce
Synonymes
- Biton arenicolus Lawrence, 1966

Biton arenicola est une espèce de solifuges de la famille des Daesiidae.

## Distribution
Cette espèce est endémique de Namibie.

## Publication originale
- Lawrence, 1966 : New and little known scorpions and solifuges from the Namib desert and South West Africa. Scientific papers of the Namib Desert Research Station, vol. 29, p. 5-7.